# Steget (musikgrupp)
Steget är en svensk pianopopduo från Göteborg. Duon består av Matilda Sjöström och Nils Dahl och bildades 2008.

## Om gruppen
Steget bildades som en pianopopduo av Matilda Sjöström och Nils Dahl i Göteborg 2008. Duon bildades då Sjöström, som tidigare var en del av duon Äkta kärlek tillsammans med Stina Velocette, ville börja skriva mer egen musik. Hon tog kontakt med Dahl, som vid tiden var med i bandet Kultiration som kompade Äkta kärlek, och de två tyckte att samarbetet fungerade så pass bra att de bildade en grupp tillsammans.
Duon släppte sitt första album Förändrar allting 2010, och sitt andra album Till slut 2014.
I december 2010 medverkade Steget i P3:s Musikhjälpen som sändes från Malmö.

## Diskografi

### Album
- 2010 – Förändrar allting[5]
- 2014 –  Till slut[6]
- 2023 – Ösregn & Kärlek